# Virginia Cherrill
Virginia Cherrill (Carthage, Illinois, 12 de abril de 1908 – Santa Bárbara, Califórnia, 14 de novembro de 1996) foi uma atriz norte-americana mais conhecida por seu papel como a vendedora de flores cega no filme de  Charlie Chaplin “City Lights” (1931). Ao se casar com um conde inglês, em 1940, ficou conhecida, também, como Virgínia Child-Villiers, Condessa de Jersey.

## Biografia
Virginia Cherrill nasceu em uma fazenda em Carthage, Illinois, filha de James E. e Blanche (nascida Wilcox) Cherrill. Mudou-se para Hollywood, e encontrou Charlie Chaplin quando ele se sentou ao seu lado em uma luta de boxe. Ele a lançou em Luzes da Cidade, desempenho pelo qual até hoje é lembrada, embora sua relação de trabalho com Chaplin no filme tenha sido tensa. De acordo com informações no documentário Unknown Chaplin, foi aventada a hipótese, a partir de certo ponto do filme, de substituí-la por Georgia Hale, mas, mediante os gastos já concretizados com o filme, Cherril foi chamada de volta para as filmagens. Por sugestão de sua amiga Marion Davies, Cherrill exigiu mais dinheiro de Chaplin para voltar ao filme.
Ela apareceu em alguns filmes posteriores, incluindo o musical de George Gershwin, Delicious, em 1931, ao lado de Janet Gaynor, mas desistiu de sua carreira no cinema em 1936, após o filme Troubled Waters.
Cherrill casou quatro vezes, seu segundo marido foi o ator Cary Grant (1934-1935), e o terceiro foi George Child-Villiers, 9 ° Conde de Jersey (1937-1946). Seu casamento mais longo foi com Florian Martini, com quem viveu em Santa Bárbara, Califórnia, de 1948 até sua morte, aos 88 anos. Cherril não teve filhos.

## Morte
Virginia Cherril faleceu em 1996, de AVC, e tem seu nome na Calçada da Fama de Hollywood, na 1545 Vine Street.

## Filmografia

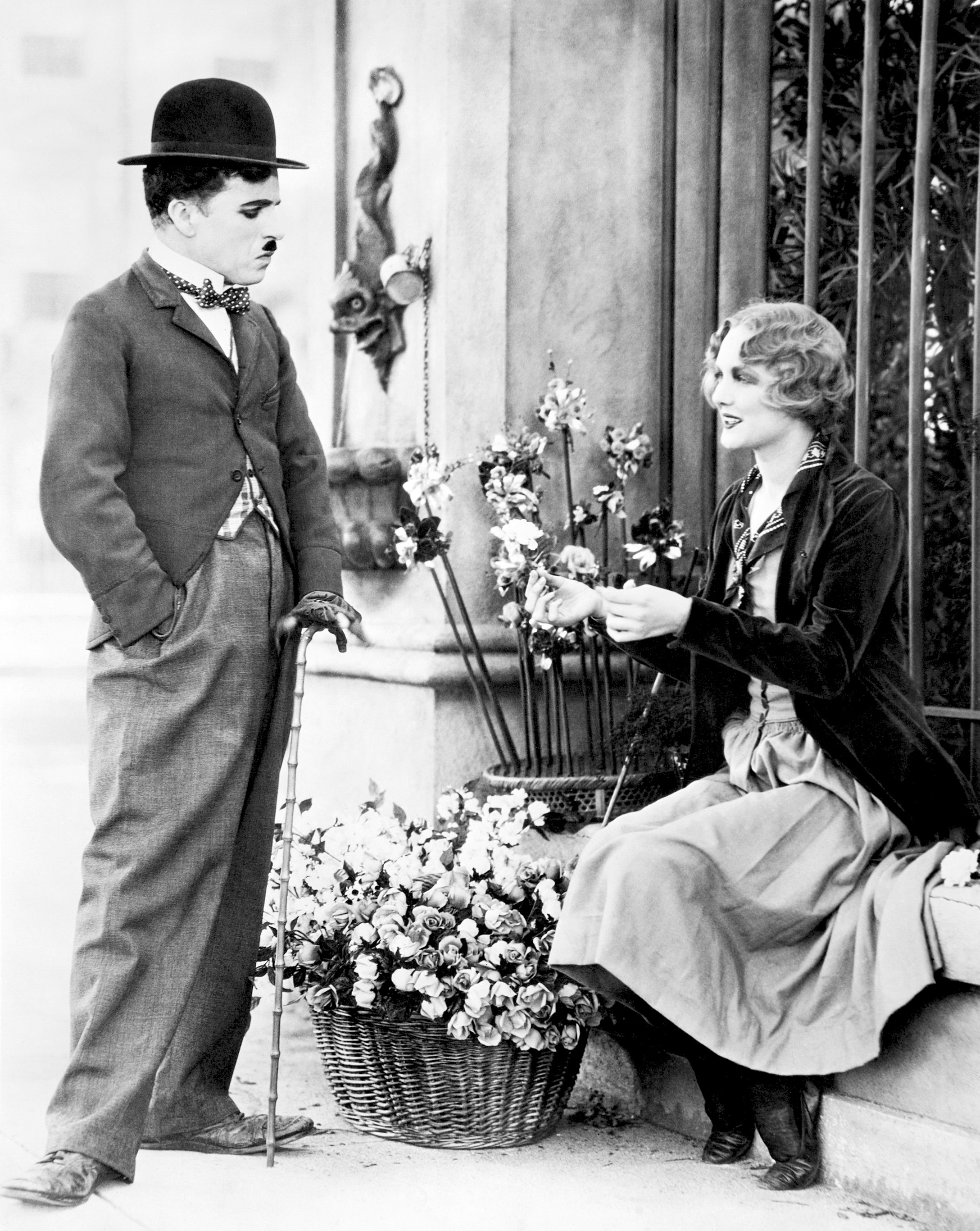
Com Charlie Chaplin em Luzes da Cidade (City Lights)

### Cinema
- Troubled Waters (1936) .... June Elkhardt
- What Price Crime (1935) .... Sandra Worthington
- Late Extra (1935) .... Janet
- Money Mad (1934) .... Linda
- White Heat (1934) .... Lucille Cheney
- He Couldn't Take It (1933) .... Eleanor Rogers
- Ladies Must Love (1933) .... Garota da sociedade
- Charlie Chan's Greatest Case (1933) .... Barbara Winterslip
- The Nuisance (1933) .... Miss Rutherford
- Fast Workers (1933) .... Virginia
- Delicious (1931) .... Diana Van Bergh
- The Brat (1931) .... Angela
- Girls Demand Excitement (1931) .... Joan Madison
- City Lights (1931) .... Florista cega
- The Air Circus (1928) .... Figurante (não creditada)

### Televisão
- "Unknown Chaplin" (1983) - minissérie (ela mesma)
- Hollywood on Parade No. B-1 (1933) (ela mesma)